# کنیسه شموئیل گلی
کنیسه شموئیل گلی مربوط به دوره قاجار است و در شهرستان اصفهان، بخش مرکزی، شهر اصفهان، محله جوباره، چهارراه ماهی فروشان، کوچه لت فر، مقابل کوچه شیشه گری، بن‌بست کیوان واقع شده و این اثر در تاریخ ۲۰ اردیبهشت ۱۳۸۶ با شمارهٔ ثبت ۱۹۰۶۹ به‌عنوان یکی از آثار ملی ایران به ثبت رسیده است.